# Stanhope (Kent)
Stanhope – osada i civil parish w Anglii, w Kent, w dystrykcie Ashford. W 2011 civil parish liczyła 4068 mieszkańców.